# Jacqueline Groag
Jacqueline Groag (verheiratet Blumberger (auch Bloomberg); * 16. April 1903 in Prag, Österreich-Ungarn als Hilde Pick; † 13. Januar 1986 in London, Vereinigtes Königreich) war eine österreichisch-englische Kunsthandwerkerin und Designerin. Sie gilt als Pionierin des Textildesigns.

## Leben
Sie war Tochter jüdischer Eltern aus dem Mittelstand. Die Heirat 1924 mit dem aus einer wohlhabenden Familie stammenden Karl Blumberger ermöglichte ihr von 1926 bis 1929 das Studium an der Kunstgewerbeschule Wien. Schon bald wurde sie aufgrund ihrer unkonventionellen Arbeiten von Franz Čižek und Josef Hoffmann besonders gefördert. In den kommenden Jahren spezialisierte sie sich auf Textildesign und entwarf verschiedenste Textilmuster. Nach ihrem Abschluss an der Kunstgewerbeschule Wien arbeitete die bereits europaweit bekannte Hilde Bloomberg als freischaffende Mitarbeiterin und designte unter anderem Textilmuster für die Wiener Werkstätte und die Wiener Secession.
Im Jahr 1930 ging sie nach Paris und präsentierte ihre Arbeiten bei Modehäusern wie Chanel, Lanvin, Elsa Schiaparelli und Paul Poiret, von denen sie Aufträge erhielt. Im Jahr 1931 verlobte sich Hilde mit Jacques Groag und zog mit ihm zurück nach Wien.
1931 wurde Hilde Bloomberg bei der Pariser Kolonialausstellung mit einem Preis ausgezeichnet. Über die kommenden Jahre spezialisierte sie sich auf das Design von Bekleidungs- und Möbelstoffen sowie Vorhängen und entwickelte ihren Stil weiter. Sie reiste nach Deutschland, New York sowie in viele weitere Mode-Metropolen und nutzte die guten Beziehungen ihres Verlobten zu Persönlichkeiten wie Oskar Kokoschka, Paul Klee und Sigmund Freud. Durch den aufkommenden Antisemitismus wurde die Wiener Werkstätte jedoch im Jahr 1932 geschlossen. Hilde Bloomberg arbeitete weiter an ihren Designs und ließ sich von verschiedenen Orten wie beispielsweise der kroatischen Insel Arbe inspirieren. 
Im Jahr 1933 gewann sie eine weitere Auszeichnung für ihr innovatives Textildesign bei der Triennale in Mailand. Vier Jahre später präsentierte sie ihre Designs im Österreichischen Pavillon bei der Pariser Weltausstellung von 1937, wo sie mit einer Gold-Medaille ausgezeichnet wurde. Im gleichen Jahr heiratete sie ihren Verlobten Jacques Groag und nannte sich fortan Jacqueline Groag. 
Nach dem Anschluss Österreichs flüchtete das Ehepaar 1939 nach England und fand bei einem alten Freund Unterschlupf. Jacques und Jacqueline bauten sich in London eine neue Existenz auf und so lernte die junge Designerin ihre spätere Assistentin Karin Willinger kennen. Charles Herbert Reilly, ein Freund von Jacques, veröffentlichte im Jahr 1942 einen Artikel über Jacqueline und ihre Arbeiten im „Art and Industry Magazine“. Es folgten eine Reihe weiterer Artikel, die Jacqueline Groag weiter bekannt machten. Sie wurde zu einem Mitglied der High Society in London und gründete ihr eigenes Designstudio. 
Im Jahr 1946 nahm Jacqueline Groag an der Ausstellung „Britain can make it“ im Victoria and Albert Museum teil, einer Leistungsschau der britischen Industrie. Sie erreichte damit weltweite Anerkennung und erlebte den Höhepunkt ihrer Karriere. Der Designer Edward Molyneux engagierte Jacqueline Groag für eine seiner Kleiderkollektionen und sogar die damals junge Prinzessin Elizabeth trug Jacquelines Design. Die Textildesignerin erhielt im Jahr 1947 die britische Staatsbürgerschaft.
Jacqueline Groag verstand es, innovative Elemente und Materialien mit traditionellen, klassischen Mustern und Techniken des Malens und Zeichnens zu kombinieren. Für jeden Auftrag kreierte sie ein neues Muster und fokussierte sich dabei stets auf die speziellen Rahmenbedingungen. Im Jahr 1949 gestaltete Jacqueline Groag mit ihrem Freund Sir Misha Black ein Kaffeehaus um und erhielt im Anschluss eine Vielzahl an Folgeaufträgen von Restaurants. Mitte der 1950er Jahre war sie auch in den Vereinigten Staaten von Amerika erfolgreich und wurde Mitglied der New Yorker Galerie Associated American Artists. 1962 starb ihr zweiter Ehemann Jacques. In den kommenden Jahren arbeitete Jacqueline weiter an zahlreichen Designs für die Mode- und Textilindustrie und hauptsächlich für Freunde und Bekannte. 1984 wurde sie mit der britischen Auszeichnung Royal Designer For Industry geehrt.